# Limenitis pseudococala
Limenitis pseudococala är en fjärilsart som beskrevs av Hall 1932. Limenitis pseudococala ingår i släktet Limenitis och familjen praktfjärilar. Inga underarter finns listade i Catalogue of Life.